# Vitrinella texana
Vitrinella texana är en snäckart som beskrevs av D. Moore 1965. Vitrinella texana ingår i släktet Vitrinella och familjen Vitrinellidae. Inga underarter finns listade i Catalogue of Life.